# Nombres 4 000 à 4 999
Cet article recense quelques entiers naturels ayant des propriétés remarquables et inclus dans l'intervalle allant de 4 000 et 4 999, tous deux inclus.
Attention : tous les nombres premiers de cet intervalle ne sont pas encore mentionnés.

## 4 000-4 249
- 4000 - nombre décagonal
- 4001 - nombre premier
- 4003 - nombre premier
- 4005 - nombre triangulaire
- 4007 - nombre premier sûr
- 4010 - constante magique du carré magique n × n et du problème des n dames pour n = 20
- 4019 - nombre premier de Sophie Germain
- 4028 - somme des quarante-cinq premiers nombres premiers
- 4030 - 3e nombre étrange
- 4031 - somme des cubes des entiers de 1 à 6
- 4033 - 6e supernombre de Poulet
- 4051 - nombre premier
- 4060 - nombre tétraédrique
- 4073 - nombre premier de Sophie Germain
- 4079 - nombre premier sûr
- 4095 - nombre triangulaire
- 4096 - 212, 163, 642, plus petit nombre avec exactement treize diviseurs
- 4104 = 2³ + 16³ = 9³ + 15³
- 4111 - nombre premier
- 4127 - nombre premier sûr
- 4139 - nombre premier sûr
- 4166 - nombre heptagonal centré
- 4177 - nombre premier
- 4181 - nombre de Fibonacci
- 4186 - 91e nombre triangulaire (donc 46e nombre hexagonal et 31e nombre ennéagonal centré)
- 4199 - nombre hautement cototient
- 4200 - nombre ennéagonal, nombre pyramidal pentagonal
- 4210 - 11e nombre semi-méandrique
- 4211 - nombre premier de Sophie Germain
- 4219 - nombre premier cubain de la forme x = y + 1
- 4225 = 65², nombre octogonal centré, plus petit nombre égal à la somme de deux carrés d'entiers positifs ou nuls de cinq façons différentes : 02 + 652 = 162 + 632 = 252 + 602 = 332 + 562 = 392 + 522.
- 4227 - somme des quarante-six premiers nombres premiers
- 4241 - nombre premier
- 4243 - nombre premier

## 4 250-4 449
- 4257 - nombre décagonal
- 4259 - nombre premier sûr
- 4271 - nombre premier de Sophie Germain
- 4278 - nombre triangulaire
- 4283 - nombre premier sûr
- 4289 - nombre premier, nombre hautement cototient
- 4297 - nombre premier
- 4324 - 23e nombre carré pyramidal
- 4327 - nombre premier
- 4337 - nombre premier
- 4339 - nombre premier
- 4349 - nombre premier de Sophie Germain
- 4356 - somme des cubes des entiers de 1 à 11, 662
- 4369 - 7e supernombre de Poulet
- 4371 - nombre triangulaire
- 4373 - nombre premier de Sophie Germain
- 4391 - nombre premier de Sophie Germain
- 4397 - nombre premier
- 4409 - nombre premier de Sophie Germain, nombre hautement cototient
- 4411 - nombre heptagonal centré
- 4421 - nombre premier
- 4423 - nombre premier
- 4438 - somme des quarante-sept premiers nombres premiers
- 4441 - nombre premier
- 4446 - nombre ennéagonal
- 4447 - nombre premier cubain de la forme x = y + 1

## 4 449-4 749
- 4451 - nombre premier
- 4463 - nombre premier
- 4465 - nombre triangulaire
- 4481 - nombre premier de Sophie Germain
- 4483 - nombre premier
- 4489 = 67², nombre octogonal centré
- 4495 - nombre tétraédrique
- 4503 - le plus grand nombre qui n'est pas la somme de quatre carrés ou moins de nombres composés
- 4505 - 5e nombre de Zeisel
- 4522 - nombre décagonal
- 4547 - nombre premier sûr
- 4560 - nombre triangulaire
- 4561 - nombre premier
- 4567 - nombre premier
- 4579 - nombre octaédrique
- 4597 - nombre premier
- 4607 - nombre de Woodall
- 4619 - nombre hautement cototient
- 4624 = 68²
- 4641 - constante magique d'un carré magique n×n et du problème des n dames pour n = 21
- 4643 - nombre premier
- 4656 - nombre triangulaire
- 4661 - somme des quarante-huit premiers nombres premiers
- 4663 - nombre heptagonal centré
- 4673 - nombre premier
- 4679 - nombre premier sûr
- 4681 - 8e supernombre de Poulet
- 4699 - nombre ennéagonal
- 4703 - nombre premier sûr
- 4705 = 48² + 49² = 17² + 18² + ... + 26²
- 4727 - somme des carrés des vingt premiers nombres premiers
- 4733 - nombre premier de Sophie Germain

## 4 750-4 999
- 4753 - 97e nombre triangulaire (donc 49e nombre hexagonal et 33e nombre ennéagonal centré)
- 4761 - 692, nombre octogonal centré
- 4787 - nombre premier sûr
- 4788 - 14e nombre de Keith
- 4789 - nombre premier
- 4793 - nombre premier de Sophie Germain
- 4795 - nombre décagonal
- 4799 - nombre premier sûr
- 4801 - nombre premier cubain de la forme x = y + 2
- 4847 - plus petit candidat restant pour le projet dix-sept ou arrêt pour résoudre le problème de Sierpinski ; on ne sait pas si 4847×2n + 1 est un nombre premier pour tout n
- 4851 - nombre triangulaire, nombre pyramidal pentagonal
- 4862 - nombre de Catalan
- 4871 - nombre premier de Sophie Germain
- 4877 - nombre premier
- 4879 - 11e nombre de Kaprekar
- 4888 - somme des quarante-neuf premiers nombres premiers
- 4889 - nombre premier
- 4900 - le seul nombre carré pyramidal qui soit un carré autre que 1[1], 702
- 4913 - 173
- 4919 - nombre premier de Sophie Germain, nombre premier sûr
- 4922 - nombre heptagonal centré
- 4941 - nombre cubique centré
- 4943 - nombre premier de Sophie Germain
- 4950 - nombre triangulaire, 12e nombre de Kaprekar
- 4959 - nombre ennéagonal
- 4960 - nombre tétraédrique ; le plus grand des deux nombres de la 4e paire de nombres de Smith
- 4987 - nombre premier
- 4993 - nombre premier
- 4999 - nombre premier